# Llengües de Costa Rica

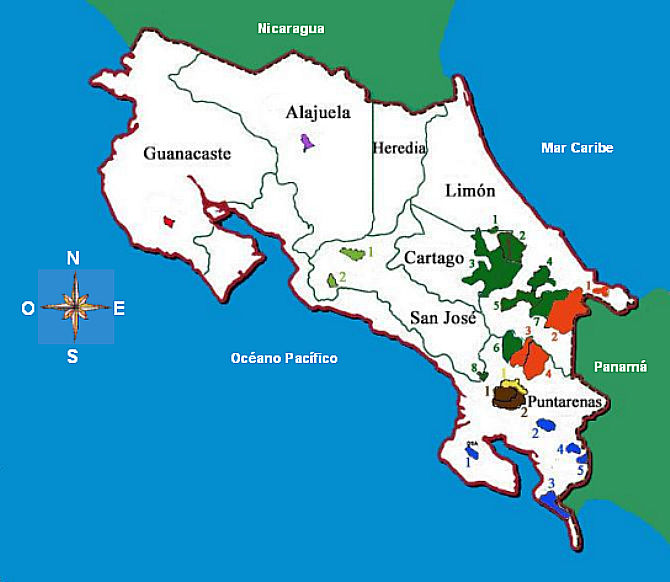
Reserves indígenes de Costa Rica

Aquest és un article sobre les llengües de Costa Rica. L'idioma oficial de Costa Rica i el d'ús més comú és el castellà; no obstant això, Costa Rica és un país lingüísticament divers, ja que, malgrat la seva petita extensió geogràfica, al seu territori es parlen cinc llengües autòctones dels pobladors originaris precolombins: maleku, cabécar, bribri, guaymí i bocotá. A més, ha rebut immigració de zones i ètnies diverses. A la regió Atlàntica, habitada majoritàriament pels afrocaribenys, es parla una varietat d'anglès crioll coneguda amb el nom de mekatelyu o patuès. L'argot costariqueny és conegut com a pachuco.
Tradicionalment, Costa Rica no ha tingut una política d'acceptació de la seva multiculturalitat. El major avenç que s'ha donat sobre aquest tema va ser la reforma a l'article 76 de la seva Constitució política, el qual actualment indica el següent: L'espanyol és l'idioma oficial de la nació. No obstant això, l'estat vetllarà pel manteniment i cultiu de les llengües indígenes nacionals.

## Llengües indígenes vives

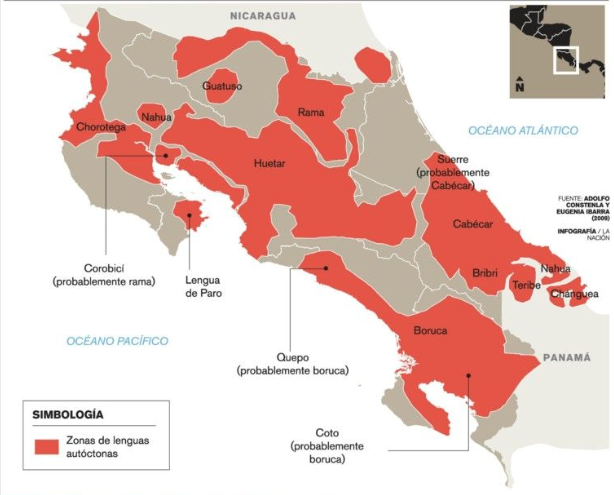
Possible distribució geogràfica de les llengües indígenes costariquenyes abans de l'arribada dels espanyols.

Actualment, a Costa Rica es parlen cinc llengües indígenes, totes pertanyents a la família txibtxa. Aquestes llengües són les següents:
- Maléku: també se'l coneix amb el nom de guatuso. És parlat per prop de 800 persones a la regió nord-oest de la província d'Alajuela. Aquesta llengua, juntament amb el rama, pertany al grup vòtic de la família lingüística txibtxa.

- Cabécar: es parla en la serralada de Talamanca i a la regió del Pacífic sud. Pertany, juntament amb el bribri, al subgrup viceíta de la família lingüística txibtxa.

- Bribri: es parla al sud del vessant atlàntic (província de Limón, en la serralada de Talamanca i a la regió del Pacífic sud. Forma juntament amb el cabécar el subgrup viceíta.

- Guaymí: es parla en diversos territoris indígenes situats al sud-est de la província de Puntarenas, limitant amb Panamà. Pertany, juntament amb el bocotà, al subgrup guaymíic de la família lingüística txibtxa.

- Bocotá: es parla als mateixos territoris que el guaymí, llengua amb la qual es troba estretament relacionat.

## Llengües indígenes recentment extintes
A principis del segle xxi, es van extingir dues llengües indígenes: 
- Térraba: es va parlar en la reserva indígena de Térraba, al sud-est de la província de Puntarenas. Es tractava en realitat d'una varietat de téribe.

- Boruca: es va parlar en les reserves de Boruca i Curré, al sud-est de la província de Puntarenas.

## Llengües indígenes extintes durant la colònia
A l'arribada dels espanyols, al territori costariqueny existia una diversa quantitat de grups indígenes, la gran majoria dels quals es va extingir durant la colònia o en els primers anys posteriors a la proclamació de la independència. A causa d'això, el material de què es disposa per conèixer aquestes llengües és escàs o inexistent. Algunes llengües de què es té constància són les següents:
- Chorotega: a l'arribada dels espanyols, ocupaven la península de Nicoya i la província de Guanacaste i s'estenien per Nicaragua i Hondures. Del chorotega, es conserven prop de 300 paraules i algunes frases. Gràcies a aquests materials, se sap que, igual que el chiapaneca, va pertànyer a la família otomang.
- Huetar: va ser la llengua més important de la Costa Rica precolombina. Es va parlar al llarg de tota la vall central fins a la regió del Pacífic central i la serralada de Guanacaste. Durant la colònia, va ser considerada llengua general de la província de Costa Rica i, de fet, diversos missioners la van aprendre. Se sap que es va redactar un catecisme que fins avui no ha aparegut. Actualment, solament se'n conserven algunes paraules preses de documents colonials (sobretot noms propis) i alguns termes de substrat. Gràcies a aquest material, se sap que el huetar va ser una llengua txibtxa.
- Suerre: es va parlar a la regió nord de la província d'Heredia fins al marge del riu San Juan. El seu nom perviu en un hidrònim, el riu Suerre. D'aquesta llengua, solament van quedar quatre paraules recollides en un relat de Girolamo Benzoni (Novae novi orbis historiae libri tres).

- Corobicí: es va parlar en la banda oriental del golf de Nicoya, entre els rius Tempisque i Abangares. D'aquesta llengua, no va quedar cap dada i, per tant, la seva filiació és conjecturable. Tradicionalment, se l'ha relacionada amb el guatuso i amb el branca, és a dir, amb el subgrup vòtic de les llengües txibtxa.

- Cé: es va parlar en els voltants del que avui és la ciutat de Parrita. D'aquesta llengua, solament es va conservar una paraula, chiro o chirob 'certa espècia'. Existeix, a més, una llista de 93 antropònims. D'aquestes dades, no s'ha pogut treure cap conclusió sobre la seva afinitat lingüística.

- Coctu

- 'Quequexque

## L'anglès crioll
A la zona del Carib del país, es parla el que acadèmicament es coneix com a crioll limonense o, popularment, com a mekatelyu. Aquest nom és una sort d'onomatopeia formada a partir de la pronunciació de la frase May I tell you en aquesta variant de l'anglès.

## Pachuco
L'argot de carrer o argot de Costa Rica és conegut com a pachuco, una variació regional del castellà amb influència de paraules i expressions d'anglès, francès, el codi Malespín, crioll limonense, castellà tradicional i altres expressions d'ús popular a Costa Rica. (similar al lunfardo rioplatenc).
El codi Malespín va ser creat pel general salvadorenc Francisco Malespín en les guerres civils centroamericanes del segle xix. Per exemple, tant la paraula tuanis ('molt bé') com la paraula brete ('treball'), ambdues d'ús diari a Costa Rica, tenien llur origen en aquest curiós codi Malespín, que simplement consisteix a substituir a per e/i per o/b per t/f per g/p per m, i a la inversa.

## Altres llengües
Al segle xix, importants grups de xinesos van emigrar a Costa Rica i es van instal·lar principalment a les províncies de Limón, Puntarenas i Guanacaste, conservant el seu idioma, mandarín o cantonès, segons la procedència.
A la regió de Santa Elena i de Monteverde, els quàquers parlen l'anglès típic dels quàquers, usant el "thou" en lloc de "you".
A l'àrea de Puerto Viejo de Sarapiqui, encara existeix un dialecte de l'alemany antic, el platzdutch, parlat per una colònia de descendents.